# Пиксурское сельское поселение
Пи́ксурское се́льское поселе́ние — муниципальное образование в составе Даровского района Кировской области России.
Центр — село Пиксур.

## История
Пиксурское сельское поселение образовано 1 января 2006 года согласно Закону Кировской области от 07.12.2004 № 284-ЗО.

## Население
| 2010 | 2012 | 2013 | 2014 | 2015 | 2016 | 2017 |
| ---- | ---- | ---- | ---- | ---- | ---- | ---- |
| 288  | ↘270 | ↘257 | ↘243 | ↘221 | ↗223 | ↗224 |
| 2018 | 2019 | 2020 | 2021 |      |      |      |
| ↘211 | ↘196 | ↘181 | ↘134 |      |      |      |

## Состав
В состав поселения входят 11 населённых пунктов (население, 2010):
| - село Пиксур — 210 чел.; - деревня Антошонки — 2 чел.; - деревня Арсеменки — 2 чел.; - деревня Бересневы-Федоровцы — 2 чел.; - деревня Ефремовцы — 0 чел.; - деревня Колосницыны — 0 чел.; | - деревня Ожеговы – 0 чел.; - деревня Столбовы — 64 чел.; - деревня Шмаковы — 1 чел.; - деревня Юркины — 7 чел.; - деревня Ягановы — 0 чел. |